# Стара ратуша (Лейпциг)

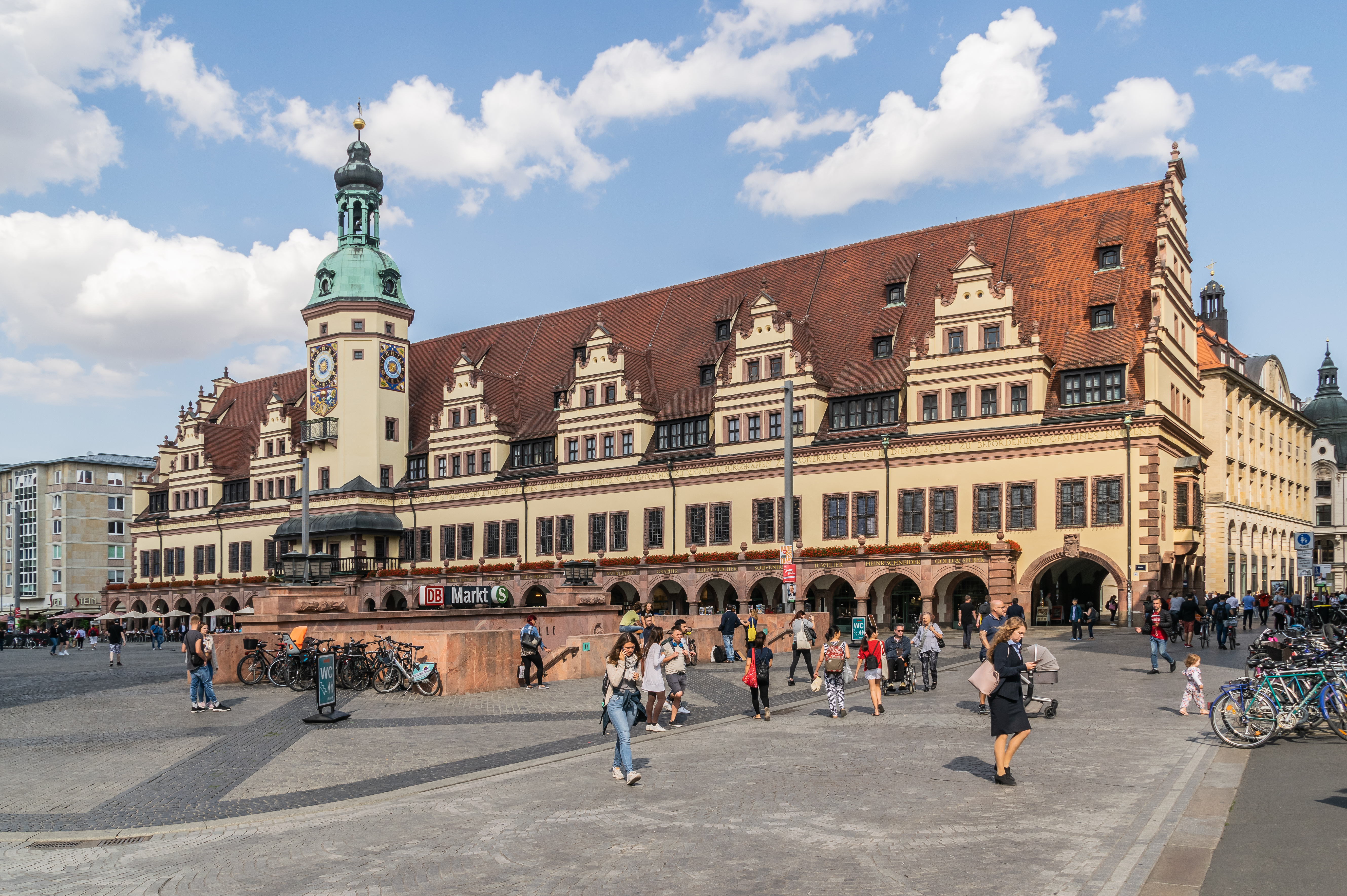
Стара ратуша в Лейпцизі

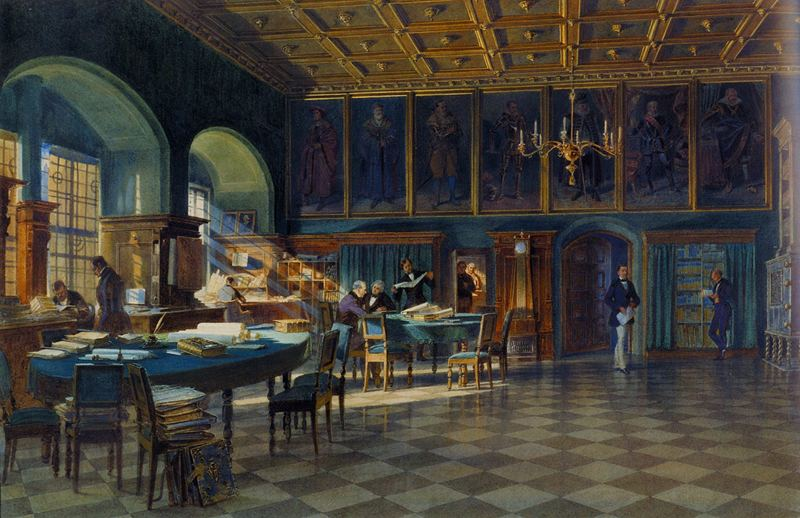
Інтер'єр

51°20′25″ пн. ш. 12°22′31″ сх. д. / 51.3403° пн. ш. 12.3754° сх. д.
Стара́ ра́туша (нім. Altes Rathaus) — ратуша, що розташована в Лейпцизі, в східній частині Ринкової площі (нім. Markt) і завдяки своїм розмірам домінує в її ансамблі. З іншого боку будівлі до ратуші прилягає площа Нашмаркт (нім. Naschmarkt).

## Історія
Для будівництва Старої ратуші, побудованої в 1556—1557 роках за ініціативою бургомістра і великого торговця Гієронімус Лоттера, були використані фрагменти старої споруди. Проект будівлі приписується Паулю Шпеку, який і розпочав будівництво. Після його смерті на початку 1557 року роботи продовжив Пауль Відеманн. Згодом будівля зазнала кілька перебудов і сьогоднішнішня споруда зазнала реконструкції, що датується початком XX століття. Особливістю ратуші є асиметричне розташування вежі, яка ділить фасад будівлі по  золотому перетину за традицією пізньоготичної архітектури.
Під вежею знаходиться наскрізний прохід, що з'єднує Ринкову площу з площею Нашмаркт та прикрашений двома нішами зі скульптурними фонтанами «Хлопчика» і «Дівчинки», що купаються; скульптури створені в 1909 р.

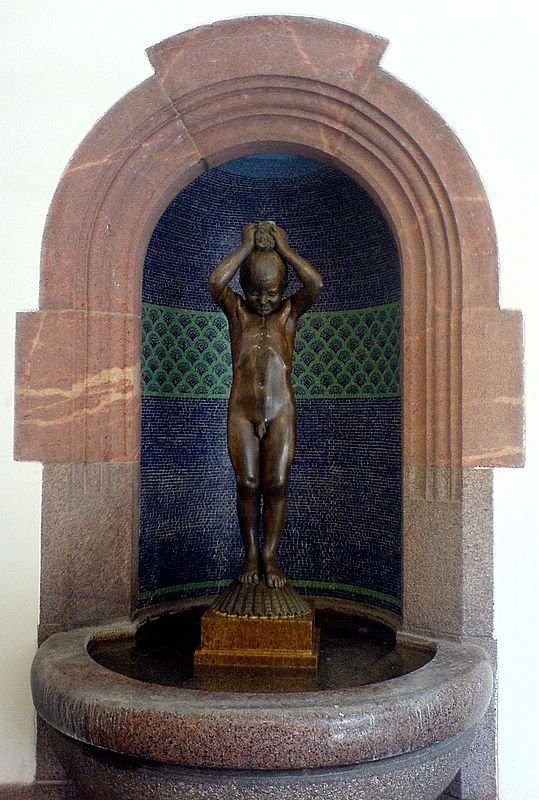
Фонтан «Хлопчик, що купається» в ніші Старої ратуші

Стара ратуша є одним з останніх збережених значних творів ренесансної архітектури у Німеччині. З 1909 р. уряд міста засідає в будівлі Нової ратуші, а в Старій ратуші розмістилася експозиція лейпцизького Музею історії міста. У внутрішньому оздобленні ратуші заслуговують уваги великий святковий зал, зал  Мендельсона, Селянський зал в стилі пізнього бароко, збройна палата і скарбниця.